# Manuel Valente Alves
Manuel Valente Alves (Abrantes, 1953) é um médico, artista visual e investigador português.

## Biografia
Licenciado em Medicina pela Faculdade de Medicina da Universidade de Lisboa em 1978. Obteve a especialidade de Medicina Geral e Familiar em 1985. Em 2003, a convite da direção da Faculdade de Medicina da Universidade de Lisboa, reorganizou o seu Núcleo Museológico. Em 2005 fundou o Museu de Medicina da Faculdade de Medicina da Universidade de Lisboa, que dirigiu até 2014. Desde 2005, colabora regularmente, quer como investigador quer como consultor, com vários centros de investigação universitários na área das ciências humanas. Em 2007 foi convidado a reorganizar a disciplina de História da Medicina do curso de mestrado integrado da Faculdade de Medicina da Universidade de Lisboa, tendo sido docente e regente da disciplina nessa faculdade até 2014. É Académico Emérito da Academia Nacional de Medicina de Portugal.  
Na área das artes visuais, o seu trabalho centra-se na paisagem e problematiza as suas relações com o corpo, a memória, a tecnologia e a política. Expõe regularmente desde o começo dos anos 1980, utilizando como suportes preferenciais a Pintura, a Fotografia, o Vídeo e o Desenho, com os quais cria instalações, livros, filmes e projetos na web. Realizou mais de quatro dezenas de exposições individuais e participou em mais cinco dezenas de exposições coletivas em importantes museus, galerias e outras instituições culturais, dentro e fora de Portugal. A sua obra visual encontra-se representada em numerosas coleções privadas, museus, bibliotecas e outras instituições culturais. 

## Obra
No campo da investigação em ciências humanas é autor, editor e coeditor de uma vasta bibliografia em que cruza a História da Medicina e o pensamento médico com a Filosofia, a Arte, a Literatura, a Cultura visual e a Museologia. Entre mais de duas dezenas de livros publicados, destacam-se: O Impulso Alegórico - Retratos, Paisagens, Naturezas Mortas (Ordem dos Médicos, 1998), Imagens Médicas - Fragmentos de uma História (Porto 2001/Porto Editora, 2001), Passagens (Museu de Medicina da Faculdade de Medicina da Universidade de Lisboa/Museu Nacional de Arte Antiga, 2005), A Faculdade de Medicina da Universidade de Lisboa - Um olhar sobre a sua História (Gradiva, 2011), Anatomia - Arte e Ciência (Museu de Medicina/Fundação Champalimaud/Althum, 2013), História da Medicina em Portugal - Origens, ligações e contextos (Porto Editora, 2014). 
Concebeu e coordenou vários encontros transdisciplinares: Impulso Alegórico (Ordem dos Médicos, Lisboa e outros locais, 1997-1998), O Corpo na Era Digital (Faculdade de Medicina da Universidade de Lisboa, Lisboa, 2000), Passagens (Museu Nacional de Arte Antiga, Lisboa, 2005), Anatomias Cruzadas (Museu Arpad Szenes - Vieira da Silva, Lisboa, 2011), O Mundo é Feito por Nós? (Casa-Museu Abel Salazar, S. Mamede de Infesta, 2012). Ainda neste âmbito, proferiu numerosas conferências, dentro e fora de Portugal, sobre temas relacionados com a arte, a ciência, a história e o pensamento médicos a convite de universidades, museus e outras instituições científicas e culturais. 
Foi curador ou co-curador de várias exposições institucionais transdisciplinares: Sete artistas contemporâneos evocam a Geração Médica de 1911, Fundação Calouste Gulbenkian (Lisboa, 1999); Passagens – 100 Peças para o Museu de Medicina, Museu Nacional de Arte Antiga (Lisboa, 2005); Transparência – Abel Salazar e o seu tempo, um olhar, Comissão Nacional para as Comemorações do Centenário da República/Museu Nacional de Soares dos Reis (Porto, 2010); Gabinete de Anatomia - Arpad, Vieira e os desenhos anatómicos do Museu de Medicina, Museu Arpad Szenes - Vieira da Silva (Lisboa, 2011); Gabinete de Anatomia - Arpad, Vieira e os desenhos anatómicos do Museu de Medicina, Casa-Museu Abel Salazar (S. Mamede de Infesta, 2012), Laboratório de Anatomia - Ver e Pensar o Corpo, Reitoria da Universidade de Lisboa (Lisboa, 2013), Autómato Vivo - A Vida, um Artefacto Natural?, Museu Nacional de História Natural e da Ciência (Lisboa, 2014), entre outras. 
Como artista visual, realizou desde 1984 mais de quatro dezenas de exposições individuais e participou em mais de cinco dezenas de coletivas, em Portugal e no estrangeiro, em prestigiados museus e outras instituições culturais: Fundação Calouste Gulbenkian (Lisboa), Instituto Goethe (Lisboa), Fundação de Serralves (Porto), Culturgest (Lisboa), Museu do Chiado (Lisboa), Centro Português de Fotografia (Porto), Centro Cultural de Belém (Lisboa), Museu Nacional de Arte Antiga (Lisboa), CAV- Centro de Artes Visuais (Coimbra), Casa da Cerca (Almada), Palácio de Belas Artes (Bruxelas), Frankfurter Kunstverein (Frankfurt), Círculo de Bellas Artes (Madrid), Canal de Isabel II (Madrid), Museu de Arte Contemporânea de Campo Grande (Campo Grande, Brasil), Galeria Diferença (Lisboa), Galeria Graça Fonseca (Lisboa), Galeria Luís Serpa (Lisboa), entre outros.  
Integrou diversas representações portuguesas no estrangeiro: A Imagem das Palavras, Europália 91, Palais des Beaux Arts (Bruxelas, 1991); Lusitania (Círculo de Bellas Artes, Madrid, 1992); Livro de Viagens – Portugiesische Photographie 1854-1997, Frankfurter Kunstverein (Frankfurt, 1997); Observatorio – Fotografia Portuguesa Contemporanea, Canal de Isabel II (Madrid, 1998); Portugal - Algunas Figuras, Laboratorio Arte Alameda (Cidade do México, 2005). 
Está representado entre outras, nas seguintes coleções institucionais: Caixa Geral de Depósitos (Lisboa), Câmara Municipal de Lisboa, Casa da Cerca (Almada), Centro de Arte Moderna da Fundação Calouste Gulbenkian (Lisboa), Centro Português de Fotografia (Porto), Fundação PLMJ (Lisboa), Museu de Arte Contemporânea de Mato Grosso do Sul (Campo Grande, Brasil).
No começo dos anos 1980, a sua atividade artística, centrada na Pintura, oscilava, nas palavras do crítico de arte Carlos Vidal, "entre a linguagem pictórica estrita (duplamente estrita, poder-se-ia afirmar, na medida em que inclusivamente o próprio vocabulário, a gramática utilizada, era, neste campo, tendencialmente pretextual; isto é, Valente Alves, nos seus trabalhos produzidos entre 1985 e 1989, ia utilizando formas pictóricas elementares e/ou consideradas arquetípicas significacionalmente, as quais eram passíveis de redução à condição de edifícios compositivos estruturadores das tensões inerentes ao espaço pictórico, ao seu campo gestáltico)," e a experiência fotográfica. Nesses anos, começam já a definir-se alguns dos aspetos que irão determinar futuros desenvolvimentos da sua obra: "entre essa contextualização no resíduo e na geometrização e a linguagem fotográfica remissiva –, encontramos a vocação de experimentar, revisitar ou prolongar (como a fotografia prolongou os ‘mitos’ da pintura) a própria história da arte como campo activo de emanações, significantes e significacionais, físicas; sem que tal carácter remissivo se constitua busca alguma de caução cultural".
Nos anos 1990 utilizou sobretudo a Fotografia e o Vídeo para criar instalações que questionam a imagem e os seus limites, como explica a historiadora da arte Raquel Henriques da Silva: "Anular margens entre pintura e fotografia, e entre as imagens apropriadas de uma e de outra, disseminar sentidos e poéticas, seleccionar e transpor meios plásticos, inscrever e transmutar sucessivas realidades num real outro que interroga as suas próprias transposições, ressituar a prática artística num espaço cultural amplo em que a palavra é um elo significante, e desse modo dotá-la de intencionalidade política, social e ecológica, tornam-no um encenador de uma dramaturgia celebrante e interventiva, onde o público pode encontrar sinais de reconhecimento de si mesmo e da sua situação".
Nos anos 2000, o seu trabalho passou a integrar, além da Fotografia e do Vídeo, o Desenho, não apenas como elemento processual, mas também como objeto da obra final, como se pode ler no texto de curadoria da escritora e historiadora da arte Emília Ferreira sobre a sua instalação Cadmo e Harmonia (2007), na Casa da Cerca, Almada: "No princípio, era o desenho. Um vestígio, uma marca que cedo passou do acaso à intencionalidade. Logo o desenho se tornaria projecto e se confundiria com o desejo, o desígnio, a vontade. Como se apenas víssemos ou apenas reconhecêssemos o mundo porque já o tínhamos encontrado antes, pensado antes, organizado no habitáculo íntimo dos nossos pensamentos. [...] Ou seja: os primeiros desenhos funcionam como uma escrita prévia. Preparação para a viagem, eles prevêem o que o autor iria encontrar depois. / O registo fotográfico é o segundo momento. Nele encontramos as paisagens que o desenho havia preparado. Como se Manuel Valente Alves tivesse chegado ao lugar – no caso, Berlim, cidade simbólica da Europa, metáfora dos raptos e feridas primordiais, metáfora do reencontro e da reconstrução – e tivesse reconhecido no traçado dos seus edifícios, das suas estruturas, superfícies, texturas, o que tinha previamente organizado em Lisboa."
A Pintura reaparece no começo da década de 2020, combinada com o Desenho, a Fotografia e o Vídeo, como se pôde ver na sua instalação Stimmung – O Sentimento da Paisagem (2021), no Centro Cultural de Cascais, sobre a qual o critico de arte José Luís Porfírio escreve o seguinte: "Entre o desenho, a fotografia e pintura e um vídeo central/final, existe uma permeabilidade constante na busca e do encontro do que é, afinal, uma poética comum. / Ver, registar, parar, tornar a ver, parar de novo, pasmar, dar o tempo ao tempo entre paisagem e paisagem, ver com calma o vídeo, de preferência depois de tudo o resto, e sentir como ele vai explicando as outras paisagens onde a cultura imita a natureza e, por sua vez, a natureza imita a cultura" . 
Seguiram-se duas instalações exclusivamente de Vídeo,  Primrose – Um outro Porto Atlas (2022), e Fausto – O Mistério do Mundo (2022), ambas no Mira Forum, Porto, e A Invenção das Nuvens (2023), também no Mira Forum, Porto. No texto de apresentação desta exposição, a curadora e fotógrafa Manuela Matos Monteiro, sublinha o lado radical da proposta: "A radicalidade da sua proposta manifesta-se nos desenhos que serão a sua expressão mais depurada. No seu percurso criativo começou primeiro pelos desenhos, seguiram-se as fotografias, depois as pinturas a que se seguem de novo os desenhos que são reconfigurados e mais ligados à pintura: as nuvens aparecem enlaçadas nas geometrias. [Organizados em linha, as pinturas e desenhos] desaguam no vídeo “Chão de Lava” filmado em Tenerife. Constituído por imagens fixas e em movimento, apresenta a paisagem definida pelo vulcão Teide e ocupada pela presença humana como se o ser humano estivesse sempre a testar os seus limites à maneira do Fausto. Subjacente a esta exposição e a tantos outros trabalhos do autor, está uma reflexão sobre a relação complexa e crítica entre a natureza e a cultura".
Publicou os seguintes livro de artista: Lisbon Body – Os Trabalhos e os Dias, com João Lima Pinharanda e Nina Szielasko (MVA Invent, 2002); Andreas, com João Miguel Fernandes Jorge (Museu Nacional de Arte Antiga, Instituto Nacional dos Museus, 2003); Cadmo e Harmonia (Casa da Cerca, Centro de Arte Contemporânea, 2007); Lysis (edição do autor, 2015); Porto Atlas (Edições Afrontamento, 2021).
Ligando e interligando múltiplos saberes e poéticas do real, provenientes de diferentes áreas do conhecimento, em torno de uma práxis, um projecto pessoal de ligação às pessoas e ao mundo, Manuel Valente Alves construiu uma obra singular que tanto reflete criticamente sobre o mundo contemporâneo (com as suas aproximações, desvios, pontes e cruzamentos) como procura agir sobre ele, transformando-o quer no plano individual quer no plano social e político, como salienta a historiadora e investigadora Maria do Carmo Serén: "[A arte de] Manuel Valente Alves, médico, escritor, pintor e fotógrafo, porque vive o seu tempo e é tudo isso empenhadamente, apaixonadamente, percorre, entre fronteiras que se dizem indeterminadas, este nosso mundo de mudança, feito pura passagem para essa outra coisa que ainda desconhecemos".  O seu trabalho artístico, "por vezes militante, extremamente conceptualizado ou minimalista, obrigando a libertar o olhar da forma e procurando o sentido [...], recusou as gavetas do estilo e definiu os recursos das artes como um código de pesquisa e decifração".
A vocação experimental do trabalho Manuel Valente Alves é sublinhada pelo poeta, ensaísta e historiador da arte Bernardo Pinto de Almeida: "fiel ao seu íntimo projecto experimentalista, desenvolveu desde o início uma matriz que imediatamente o singularizou e que poderíamos sintetizar como vectorizado por uma constante e sistemática problematização da imagem e do seu estatuto"., invertendo assim "a grelha do dispositivo benjaminiano de análise da imagem". Um aspeto que a curadora e crítica de arte Leonor Nazaré também analisa, mas numa perspetiva social, política e filosófica: "A preocupação de reflectir sobre a natureza da imagem a partir de questões comuns às do debate sobre outros produtos civilizacionais conduziram Manuel Valente Alves a trabalhar, plástica e verbalmente, sobre o conhecimento, a memória individual e colectiva, o real e o virtual, as mudanças que os actuais regimes de imagens operam nas nossas estruturas de percepção e conceptualização, o esclarecimento da vontade e da verdade humanas e dos valores da aparência (com revisão de alguns neo-platonismos), a perspectiva e a representação, a história da filosofia e da arte".
Na génese do seu trabalho artístico, destacam-se a paixão pela história da arte e da cultura e o saber fazer pictórico, aspetos estes que irão, mais tarde, ligar-se a outros, tornando o seu trabalho progressivamente mais complexo. A partir do momento em que começa a diversificar os suportes, materiais e linguagens, Manuel Valente Alves mostra, como nota o escritor e ensaísta Eduardo Prado Coelho,  "uma extraordinária capacidade para pensar o que se deixa pensar na subtil deslocação de referências e espelhos e permitir que o sentido se imobilize e espante no limiar das suas perplexidades fundamentais: que são inevitavelmente derivadas de um opressivo sentimento de que o tempo urge e de que nessa urgência o tempo (ou a praia imensa de um sentido terceiro pacificado e informulável) nos falta desde sempre, e para sempre, esquivo, enevoado, cantante, absorto e obstinado".
O trabalho plástico de Manuel Valente Alves funda-se, nas palavras da curadora e investigadora Ana Isabel Ribeiro, "numa necessidade de alcançar um âmago – seja dos lugares, das geografias, das incertezas, da (in)coerência, da pertinência, do sujeito ou dos sujeitos, seja do que é, do que foi, do que poderia ter sido. E interroga-se. Sempre. E, ao interrogar-se, interpela-nos. Não é, porém, uma interrogação arbitrária. É um exercício que se vai sucessivamente redefinindo e reformulando, que suporta, que é como um fio condutor, um guia, que o coloca perante as coisas. A auscultação desse real transmuta-o em 'coisas outras' que, sendo outras, são as mesmas. A grande diferença reside exactamente na matriz desse olhar que, sem mais, nos retira o visto. É um olhar incisivo, perscrutador de pequenos planos ou de planos abertos, frontais ou perspécticos, mas que tende, quase sempre, a ordenar, a organizar a imagem, seja fotográfica, desenhada ou filmada, ou ainda a sobreposição de todas elas'".
Religando a arte e a ciência, a medicina e as humanidades, Manuel Valente Alves, como refere a ex-ministra da saúde Maria de Belém Roseira, "tem vindo a por todo o seu entusiasmo, criatividade, persistência e capacidade de sonhar ao serviço de projectos inovadores que permitem descobrir e demonstrar novas inter-relações entre a arte e a medicina, e entre estas e as pessoas; tudo isto no entendimento de que a arte e toda a arte é promotora do desenvolvimento da pessoa, considerado este como abertura a novas formas de ver, novas formas de entender, novas formas de enquadrar para encontrar novas formas de ser e estar".
Em 2010, numa cerimónia oficial na Faculdade de Medicina da Universidade de Lisboa, António Sampaio da Nóvoa, reitor da Universidade de Lisboa, faz uma referência às suas iniciativas quando apresenta a estrutura programática das Comemorações do Centenário da Universidade de Lisboa: "Fá-lo-emos em torno de quatro eixos: 100 Pessoas (história); 100 Lugares (património); 100 Lições (ensino e cultura); 100 Ideias para o futuro (ciência e inovação). Em torno de quatro eixos e de muitas iniciativas – como aquelas que, por exemplo, Manuel Valente Alves tem vindo a desenvolver na área da Medicina – sempre com a certeza de que viver a História é projectarmo-nos no que há-de vir, como dizia António Sérgio, no que há-de ser a história que iremos continuar". 
Movendo-se entre a medicina e a arte, o pensamento e a ação, a descoberta e a imaginação, Manuel Valente Alves é autor de uma obra aberta, sem fronteiras disciplinares, de grande beleza e rigor, que reflete sobre o corpo do homem e o corpo do mundo, a natureza e a cultura, e as suas íntimas e complexas ligações. A qualidade e originalidade da sua obra são reconhecidas nos meios académico e cultural, como o demonstram as múltiplas referências ao autor feitas por conceituados críticos, historiadores e personalidades provenientes de áreas muito diversas. Uma obra vasta e multifacetada que se inscreve na longa tradição, milenar, do humanismo médico.